# Église Notre-Dame de Cesseville
L'église Notre-Dame est une église catholique située à Cesseville en France.

## Localisation
L'église est située dans le département français de l'Eure sur le territoire de la commune de Cesseville.

## Historique
L'édifice est en majeure partie daté du XVe siècle-XVIe siècle.
Le chœur de l'édifice date du XIIe siècle et la sacristie du XVIIe siècle.
L'édifice ainsi que le mur de clôture du cimetière sont classés au titre des monuments historiques le 9 décembre 1929.